# علی‌اکبر عبدالعلی‌زاده
علی‌اکبر عبدالعلی‌زاده (زاده ۱۳۵۴ در تهران) منتقد، نویسنده، کارگردان و فیلم‌نامه‌نویس ایرانی است.

## زندگی شخصی
عبدالعلی‌زاده همسر مریم فلاح مهابادی (روزنامه‌نگار و پژوهشگر) و برادر عباس عبدالعلی‌زاده (منتقد و نویسنده سینما) است.

## حرفه
عبدالعلی‌زاده علاوه بر فیلم‌سازی در حوزه تئاتر و از فعالان رسانه‌های فرهنگی-هنری و از جمله نویسندگان، منتقدان و پژوهشگران برجسته سینماو تئاتر است.
او سومین سردبیر هفته‌نامه تخصصی سینما پس از غلامرضا موسوی و فریدون جیرانی است. همچنین خالق نخستین سالنامه تخصصی تئاتر ایران و نخستین منشور تئاتر ایران است.
عبدالعلی‌زاده فعالیت هنری خود را در نوجوانی از سال ۱۳۶۹ با نمایشنامه نویسی و کارگردانی تئاتر شروع کرد. سپس از سال ۱۳۷۳ به فیلمسازی پرداخت و آثار کوتاه، مستند، ویدئوکلیپ، انیمیشن و مجموعه‌های آموزشی متعددی را در پرونده حرفه‌ای خود جا داد.
عبدالعلی زاده فعالیت مطبوعاتی خود را به صورت تخصصی از سال ۱۳۷۲در حوزه سینما آغاز کرد و از سال ۱۳۷۶ به صورت مستمردر مجله هفتگی سینما ادامه داد. در این سال‌ها تجربه مسئولیت صفحه، دبیری گروه، و سردبیری نشریات معتبر بسیاری را از سر گذراند.

## گزیده آثار نمایشی
- نمایش رزمندگان اسیر (۱۳۶۸) برنده بهترین نمایشنامه و بهترین کارگردانی تئاتر منطقه ۱۴ تهران
- نمایش انقلاب ما در ده پرده (۱۳۶۹)(نویسنده و کارگردان)
- نمایش یاران یمنی (۱۳۷۱) برنده بهترین نمایشنامه و بهترین کارگردان هنرستان‌های فنی حرفه‌ای استان تهران
- نمایشنامه حکومت عقاب‌ها (۱۳۷۴)
- تله تئاتر اقیانوسی که قائم برزمین ایستاد (کارگردان تلویزیونی)
- تله تئاتر فاطمه صالحه (کارگردان تلویزیونی)
- تله تئاتر اتوبوسی به نام هوس (کارگردان تلویزیونی)
- خاطرات یک دزد (۱۳۸۳)(کارگردان فنی) اجرا در سالن خورشید مجموعه تئاتر شهر

### عمده سوابق فرهنگی و اجرایی
- عضو اولین آکادمی سینمای ایران در خانه سینما
- عضو پیوسته انجمن منتقدان و نویسندگان سینمای ایران
- عضو پیوسته انجمن منتقدان و نویسندگان خانه تئاتر ایران
- مدیریت مؤسسه جهان سیما
- داوری جشن خانه سینما (۱۳۸۳)
- داوری جشنواره ترنم وحدت مرکز موسیقی صدا و سینما (۱۳۸۵ بخش ویدیو کلیپ)
- داور انجمن منتقدان و نویسندگان سینمای ایران در جشنواره بین‌المللی فیلم‌های کودکان و نوجوانان اصفهان ۱۳۹۰
- دبیر اجرایی و مدیر کمیته اختتامیه جشنواره فیلمنامه و فیلم کوتاه «اصلاح الگوی مصرف» (۱۳۸۸)
- مدیرپروژه و مجری طرح ملی بانک جامع اطلاعات هنرمندان ایران (باغ هنر)۱۳۸۹تا امروز
- عضو شورای تیتر روزانه تهران امروز (۱۳۸۵تا ۱۳۸۷)
- مبدع و مدیر پروژه انتشار و بروز رسانی سالنامه تئاتر ایران (۱۳۸۷ تا امروز)
- طراح تندیس و مدال افتخار جشنواره فرهنگی – هنری خلیج فارس(۱۳۸۹)
- مدیر روابط عمومی مرکز موسیقی وزارت فرهنگ و ارشاد اسلامی(۱۳۸۹ تا ۱۳۹۰)
- مدیرروابط عمومی هفتمین جشنواره موسیقی نواحی ایران (۱۳۹۰)
- مدیرروابط عمومی چهارمین جشنواره موسیقی دفاع مقدس (۱۳۹۰)
- مدیر روابط عمومی و تبلیغات جشنواره انیمیشن بسیج بادبیری محمد صنعتی (۱۳۹۲)
- حضور دربرنامه تلویزونی دونیم ساعت (شبکه خبر) به عنوان کارشناس مهمان برای تحلیل تئاتر دینی (۱۳۹۰)
- عضو هیئت مدیره مؤسسه فرهنگی هنری گنجینه‌های حماسه و نور (۱۳۹۰- اسفند ۱۳۹۳)
- برای دو سال متمادی داور انجمن منتقدان سینما در جشنواره بین‌المللی فیلم‌های کودکان و نوجوانان (۱۳۹۱)
- منتخب ۱۰۰ چهره رسانه ای – سینمایی به انتخاب بنیاد سینمایی فارابی و ثبت گزیده فعالیت‌ها درکتاب ۱۰۰ چهره … انتشارات فارابی (۱۳۹۲)
- حضور در برنامه تلویزیونی هفت به مناسبت روز خبرنگار پیرامون آسیب‌شناسی سینما و رسانه به عنوان کارشناس مهمان (۱۳۹۳)
- عضو پروژه ۱۰۰ نقدانجمن منتقدان (بانگارش سه نقد فیلم) برای آثار جشنواره بین‌المللی فیلم‌های مستند حقیقت (۱۳۹۳)
- دریافت تندیس سال جشن اردیبهشت تئاتر ایران به خاطر یک سال خدماتش به تئاتر (۱۳۹۴)
- داور انجمن منتقدان سینما در جشنواره بین‌المللیسینم ای مستند -حقیقت (۱۳۹۴)
- عضو پروژه ۱۰۰ نقدانجمن منتقدان برای آثار جشنواره بین‌المللی فیلم‌های مستند حقیقت (۱۳۹۴)
- سردبیر کتاب سی و چهارمین جشنواره ملی فیلم فجر ۱۳۹۴
- دبیر علمی کارگروه رسانهٔ پروژه دکترین تئاتر انقلاب، دفاع مقدس و مقاومت ۱۳۹۴–۱۳۹۵
- مدیر پروژه به روز رسانه و انتشار سالنامه تئاتر ایران ۱۳۹۴ و ۱۳۹۵
- مدیر برنامه‌ریزی و تشریفات جشنواره بین‌المللی فیلم مقاومت ۱۳۹۵

### عمده سوابق مطبوعاتی
- دبیر تحریریه نشریه روزانه جشنواره فیلم فجر (۱۳۸۳)
- سردبیر نشریه روزانه اولین جشنواره فیلم پلیس
- سردبیر نشریه روزانه دهمین جشنواره فیلم دفاع مقدس
- سردبیر نشریه روزانه دومین جشنواره زیتون سرخ
- سردبیر نشریه ایثار
- سرپرست و جانشین دبیرگروه فرهنگ وهنر خبرگزاری " مهر"(۱۳۸۱ تا ۱۳۸۴)
- سردبیر ویژه نامه پژوهشی نخستین جشنواره هنرهای تجسمی مقاومت در ۸ رشته تخصصی
- سردبیری نشریه روزانه سیزدهمین جشنواره نمایش‌های آیینی و سنتی
- سردبیری هفته‌نامه سینما (۱۳۸۳ تا ۱۳۸۵)
- دبیر گروه فرهنگ و هنر روزنامه تهران امروز(۱۳۸۵ تا ۲ تیرماه ۱۳۸۷ یعنی زمان توقیف روزنامه)
- سردبیر کتاب جشنواره تئاتر کودک و نوجوان اصفهان (سال ۱۳۸۶)
- سردبیر نشریه روزانه جشنواره تئاتر رضوی (۱۳۸۶)
- سردبیر کتاب جشنواره تئاتر مقاومت (۱۳۸۷)
- سردبیری کتاب جشنواره تئاتر رضوی (۱۳۸۷)
- سردبیر ماهنامه تخصصی " تصویر شهر (۱۳۸۷) و نشریه روزانه جشنواره فیلم شهر (اسفند ۱۳۸۷)
- سردبیر نشریه روزانه جشنواره هنری عدالت و امید (اسفند ۱۳۸۷)
- سردبیر کتاب جشنواره تئاتر رضوی (۱۳۸۸)
- سردبیر نشریه روزانه فیلم کوثر(۱۳۸۸)
- دبیر اجرایی جشنواره فیلمنامه و فلیم اصلاح الگوی مصرف (۱۳۸۸)
- سردبیر نشریه روزانه بیست و هشتمین جشنواره بین‌المللی تئاتر فجر (۱۳۸۸)
- سردبیر کتاب آهنگ (مرور چهاردوره جشنواره بین‌المللی موسیقی فجر (۱۳۹۰)
- سردبیر مجله تصویر استاندارد ویژه نخستین جشنواره فیلم استاندارد(۱۳۸۹)
- سردبیر نشریه روزانه آهنگ ویژه بیست و ششمین جشنواره موسیقی فجر(۱۳۸۹)
- سردبیر ماهنامه تحلیلی پلیس فیلم (۱۳۸۹ و۱۳۹۰)
- سردبیر نشریه روزانه چهارمین جشنواره فیلم پلیس (۱۳۹۰)
- سردبیر ویژه نامه‌های جشنواره پرچم (۱۳۹۲)
- مشاور رسانه ای مدیر فرهنگی منطقه پنج شهرداری و ریس جشنواره پرچم (۱۳۹۲)
- سردبیر روزنامه صبا مرداد ماه ۱۳۹۳ تا مرداد ۱۳۹۴
- سردبیری ویژه نامه‌های روزنامه صبا برای بخش ملی جشنواره فیلم فجر، جشنواره بین‌المللی فیلم کوتاه تهران، جشنواره بین‌المللی سینمای مستند حقیقت، جشنواره بین‌المللی فیلم‌های کودکان و نوجوانان، جشنواره بین‌المللی موسیقی فجر، جشنواره بین‌المللی تئاتر فجر، جشنواره فیلم شهر، جشنواره فیلم مقاومت، جشنواره فیلم سماء، نمایشگاه بین‌المللی کتاب تهران، بخش بین‌المللی جشنواره فیلم فجر، جشنواره فیلم کوتاه ژیار، جشنواره تئاتر دانشجویی و. ۱۳۹۴–۱۳۹۳)
- سردبیر کتاب سی و چهارمین جشنواره ملی فیلم فجر ۱۳۹۴
- سردبیر ماهنامه تخصصی فیلم سلامت ۱۳۹۵
- سردبیر ایران تئاتر (قدیمی‌ترین سایت رسمی و تخصصی تئاتر ایران۱۳۹۵ تا کنون)

### تالیفات
- طراح و مدیر پروژه انتشار دومین دوره نخستین سالنامه تاریخ تئاتر ایران (منتشر شده در اسفند ۱۳۸۸ برای استفاده در سال ۱۳۸۹)
- مؤلف کتاب سند چشم‌انداز تئاتر ایران (مشترک با مریم فلاح) انتشارات نمایش ۱۳۸۹
- مؤلف کتاب ردپای سینمای ایران (مشترک با مریم فلاح) انتشارات رودکی۱۳۹۰
- مؤلف کتاب سینمای ایران (هدیه ملی در دوجلد و چهارزبان فارسی، انگلیسی، فرانسه وعربی در دست تألیف برای انتشارات فارابی ۱۳۹۰)
- کتاب سینما و جهان ایرانی (۱۳۹۲)
- مؤلف کتاب سینما و جهان ایرانی (گفتگو با ۱۸ صاحب نظر حوزه‌های مختلف فرهنگ و هنر پیرامون اهمیت توجه به جهان ایرانی- به سفارش مرکز گسترش سینمای مستند و تجربی ۱۳۹۳انتشارات پارسه)
- ناظر کیفی کتاب حدیث عشق (جلد اول و جلد دوم)انتشارات دلیل آفتاب – اسفند ۱۳۹۳
- ناظر کیفی کتاب همراز عشق – انتشارات دلیل آفتاب – ۱۳۹۳
- پدید آورنده کتاب هفت پرده انیمیشن ایران (نگرشی بر: انیمیشن در سینما و سینما در انیمیشن، اقتصاد مدیریت و آسیب،‌شناسی تولید، آموزش وپژوهش، انیمیشن وهویت ملی، مضمون ومحتوا، امور صنفی، انیمیشن در عصر رسانه‌های جدید) به سفارش به سفارش مرکز گسترش سینمای مستند و تجربی ۱۳۹۵
- پدید آورنده کتاب انیمیشن و دنیای پیش رو (مجموعه مقالات علمی در باب رویکردهای نوین فضای حرفه ای) به سفارش مرکز گسترش سینمای مستند و تجربی ۱۳۹۴–۱۳۹۵

### داستان‌ها
- نویسنده داستان «دویدن تا بعد از هرگز» (انتشار در دومین روز حمله به غزه ۱۳۸۷ در خبرگزاری مهر و منتشر شده در ماهنامه سوره)
- نویسنده داستان «گلوله‌ای جانم را نجات داد»انتشار در دومین روز حمله تروریستی به بمبئی (۱۳۸۷)